# Saison 2024 de la Super League
Navigation
Édition précédente Édition suivante
La saison 2024 de la Super League, connue pour des raisons de partenariats comme la Betfred Super League XXIX, est la vingt-neuvième saison de la Super League depuis sa création en 1996. Cette édition oppose douze clubs en une saison régulière de vingt-sept rencontres et ponctuée d'une phase finale disputée par les six meilleurs clubs du 15 février 2024 au 12 octobre 2024.
Les Wigan Warriors, entraînés par Matthew Peet et emmenés par leur capitaine Liam Farrell, Bevan French, Luke Thompson et Liam Marshall, terminent premiers de la saison régulière devançant Hull KR et les Warrington Wolves. Ils confirment lors de la phase finale en remportant leur demi-finale face aux Leigh Leopards puis la finale contre Hull KR 9-2 à Old Trafford de Manchester, conservant le titre acquis l'année précédente en 2003. En bas du classement, les London Broncos, promus, terminent derniers et sont relégués en Championship. Le demi anglais d'Hull KR Michael Lewis est désigné meilleur joueur de la saison devant Marc Sneyd et Matthew Dufty, et Liam Marshall le meilleur marqueur d'essais. L'entraîneur d'Hull KR, Willie Peters, est quant à lui désigné meilleur entraîneur de la saison.

## Changement structurel
À la fin de la saison 2023, IMG et le Rugby Football League publient un classement des équipes composant la Super League, le Championship et la League One sur des critères distincts (fan-zone, performance, finances, stade et attirance du sport). Ce classement déterminera à partir de 2025 les équipes pouvant prétendre aux différentes divisions et a pour conséquence d'abolir le système de relégation automatique.

## Préparation de l'évènement
Depuis 1998, la Super League a établi un calendrier se décomposant en deux phases - une première phase dite de « saison régulière » où les douze équipes se rencontrent entre elles à vingt-sept reprises pour un ensemble de 163 rencontres entre le 15 février 2024 et le 20 septembre 2024 à l'issue de laquelle un classement est établi. Ce classement détermine la phase suivante nommée « phase finale » où les six premières équipes de la saison régulière s'affrontent dans une phase à élimination directe entre le 27 septembre 2024 et le 12 octobre 2024 pour parvenir à atteindre l'ultime rencontre la saison la finale à l'Old Trafford de Manchester.
Douze clubs prennent part à cette ligue ouverte où le dernier du classement de la saison régulière se voit sanctionner d'une relégation en Championship. Un club est basé en France et onze clubs sont établis en Angleterre répartis entre trois régions anglaises :
| Territoire                            | Club                                                                                        | Territoire                       | Club                                                                         |
| ------------------------------------- | ------------------------------------------------------------------------------------------- | -------------------------------- | ---------------------------------------------------------------------------- |
| Angleterre du Nord-Ouest (Angleterre) | * Leigh Leopards * St Helens RLFC * Salford Red Devils * Warrington Wolves * Wigan Warriors | Yorkshire-et-Humber (Angleterre) | * Castleford Tigers * Huddersfield Giants * Hull FC * Hull KR * Leeds Rhinos |
| Grand Londres (Angleterre)            | * London Broncos                                                                            | Occitanie (France)               | * Dragons Catalans                                                           |

## Équipes
La Super League 2024 renouvelle la mise en place d'un système de relégation et de promotion avec la Championship rétabli en 2022. Cette saison, seul le dernier est relégué en Championship à l'issue de la saison régulière.
Dix des équipes sont dans le Nord de l'Angleterre, une à Londres et une est située dans le Sud de la France avec les Dragons catalans à Perpignan.
| Club                | Classement en 2023 | Entraîneur(s)              | Capitaine(s)     | Stade                    | Capacité |
| ------------------- | ------------------ | -------------------------- | ---------------- | ------------------------ | -------- |
| Castleford Tigers   | 11e                | Craig Lingard              | Paul McShane     | The Mend-O-Hose Jungle   | 12 000   |
| Dragons catalans    | Finaliste          | Steve McNamara             | Benjamin Garcia  | Stade Gilbert-Brutus     | 13 000   |
| Huddersfield Giants | 9e                 | Ian Watson → Luke Robinson | Luke Yates       | John Smith's Stadium     | 24 121   |
| Hull FC             | 10e                | Tony Smith> → Simon Grix   | Carlos Tuimavave | KCOM Stadium             | 25 404   |
| Hull KR             | Demi-finaliste     | Willie Peters              | Elliot Minchella | New Craven Park          | 12 225   |
| Leeds Rhinos        | 8e                 | Rohan Smith → Brad Arthur  | Cameron Smith    | Headingley Rugby Stadium | 21 062   |
| Leigh Leopards      | Barrages           | Adrian Lam                 | John Asiata      | Leigh Sports Village     | 12 005   |
| London Broncos      | Championship       | Mike Eccles                | Will Lovell      | Plough Lane              | 9 215    |
| Salford Red Devils  | 7e                 | Paul Rowley                | Kallum Watkins   | AJ Bell Stadium          | 12 000   |
| St Helens RLFC      | Demi-finaliste     | Paul Wellens               | Jonathan Lomax   | Totally Wicked Stadium   | 18 000   |
| Warrington Wolves   | Barrages           | Sam Burgess                | Stefan Ratchford | Halliwell Jones Stadium  | 15 200   |
| Wigan Warriors      | Champion           | Matt Peet                  | Liam Farrell     | DW Stadium               | 25 138   |

## Résultats

### Classement final
| Rang | Franchise           | J  | V  | N | D  | Pm  | Pe  | Diff | Pts |
| ---- | ------------------- | -- | -- | - | -- | --- | --- | ---- | --- |
| 1    | Wigan Warriors      | 27 | 22 | 0 | 5  | 723 | 338 | +385 | 44  |
| 2    | Hull KR             | 27 | 21 | 0 | 6  | 719 | 326 | +393 | 42  |
| 3    | Warrington Wolves   | 27 | 20 | 0 | 7  | 740 | 319 | +421 | 40  |
| 4    | Salford Red Devils  | 27 | 16 | 0 | 11 | 550 | 547 | +3   | 32  |
| 5    | Leigh Leopards      | 27 | 15 | 1 | 11 | 566 | 398 | +168 | 31  |
| 6    | St Helens RLFC      | 27 | 15 | 0 | 12 | 596 | 388 | +208 | 30  |
| 7    | Dragons catalans    | 27 | 15 | 0 | 12 | 474 | 427 | +47  | 30  |
| 8    | Leeds Rhinos        | 27 | 14 | 0 | 13 | 530 | 488 | +42  | 28  |
| 9    | Huddersfield Giants | 27 | 10 | 0 | 17 | 468 | 660 | -192 | 20  |
| 10   | Castleford Tigers   | 27 | 7  | 1 | 19 | 425 | 735 | -310 | 15  |
| 11   | Hull FC             | 27 | 3  | 0 | 24 | 328 | 894 | -566 | 6   |
| 12   | London Broncos      | 27 | 3  | 0 | 24 | 317 | 916 | -599 | 6   |

|  | Champion de la saison régulière et qualifié pour les demi-finales. |
|  | Qualifié pour les demi-finales                                     |
|  | Qualifié pour la phase finale                                      |
|  | Relégué en Championship.                                           |

Attribution des points : deux points sont attribués pour une victoire, un point pour un match nul, aucun point en cas de défaite.

### Phase finale
|  | Quarts de finale | Quarts de finale   | Quarts de finale                                                  | Quarts de finale  |                                                                      |                | Demi-finales                                       | Demi-finales                                       | Demi-finales                                       | Demi-finales                                       |  |  | Finale                                        | Finale                                        | Finale                                        | Finale                                        |
|  |                  |                    |                                                                   |                   |                                                                      |                |                                                    |                                                    |                                                    |                                                    |  |  |                                               |                                               |                                               |                                               |
|  |                  |                    |                                                                   |                   |                                                                      |                | le 5 octobre 2024 à Brick Community Stadium, Wigan | le 5 octobre 2024 à Brick Community Stadium, Wigan | le 5 octobre 2024 à Brick Community Stadium, Wigan | le 5 octobre 2024 à Brick Community Stadium, Wigan |  |  | le 12 octobre 2024 à Old Trafford, Manchester | le 12 octobre 2024 à Old Trafford, Manchester | le 12 octobre 2024 à Old Trafford, Manchester | le 12 octobre 2024 à Old Trafford, Manchester |
|  |                  |                    |                                                                   |                   |                                                                      |                | le 5 octobre 2024 à Brick Community Stadium, Wigan | le 5 octobre 2024 à Brick Community Stadium, Wigan | le 5 octobre 2024 à Brick Community Stadium, Wigan | le 5 octobre 2024 à Brick Community Stadium, Wigan |  |  | le 12 octobre 2024 à Old Trafford, Manchester | le 12 octobre 2024 à Old Trafford, Manchester | le 12 octobre 2024 à Old Trafford, Manchester | le 12 octobre 2024 à Old Trafford, Manchester |
|  |                  |                    |                                                                   |                   |                                                                      |                | le 5 octobre 2024 à Brick Community Stadium, Wigan | le 5 octobre 2024 à Brick Community Stadium, Wigan | le 5 octobre 2024 à Brick Community Stadium, Wigan | le 5 octobre 2024 à Brick Community Stadium, Wigan |  |  | le 12 octobre 2024 à Old Trafford, Manchester | le 12 octobre 2024 à Old Trafford, Manchester | le 12 octobre 2024 à Old Trafford, Manchester | le 12 octobre 2024 à Old Trafford, Manchester |
|  |                  |                    |                                                                   |                   |                                                                      |                | le 5 octobre 2024 à Brick Community Stadium, Wigan | le 5 octobre 2024 à Brick Community Stadium, Wigan | le 5 octobre 2024 à Brick Community Stadium, Wigan | le 5 octobre 2024 à Brick Community Stadium, Wigan |  |  | le 12 octobre 2024 à Old Trafford, Manchester | le 12 octobre 2024 à Old Trafford, Manchester | le 12 octobre 2024 à Old Trafford, Manchester | le 12 octobre 2024 à Old Trafford, Manchester |
|  |                  |                    |                                                                   |                   |                                                                      |                | le 5 octobre 2024 à Brick Community Stadium, Wigan | le 5 octobre 2024 à Brick Community Stadium, Wigan | le 5 octobre 2024 à Brick Community Stadium, Wigan | le 5 octobre 2024 à Brick Community Stadium, Wigan |  |  | le 12 octobre 2024 à Old Trafford, Manchester | le 12 octobre 2024 à Old Trafford, Manchester | le 12 octobre 2024 à Old Trafford, Manchester | le 12 octobre 2024 à Old Trafford, Manchester |
|  | 1er              | Wigan Warriors     | 38                                                                | 38                |                                                                      |                |                                                    |                                                    |                                                    |                                                    |  |  | le 12 octobre 2024 à Old Trafford, Manchester | le 12 octobre 2024 à Old Trafford, Manchester | le 12 octobre 2024 à Old Trafford, Manchester | le 12 octobre 2024 à Old Trafford, Manchester |
|  | 1er              | Wigan Warriors     | 38                                                                | 38                | le 27 septembre 2024 à Salford Community Stadium, Barton-upon-Irwell |                |                                                    |                                                    |                                                    |                                                    |  |  | le 12 octobre 2024 à Old Trafford, Manchester | le 12 octobre 2024 à Old Trafford, Manchester | le 12 octobre 2024 à Old Trafford, Manchester | le 12 octobre 2024 à Old Trafford, Manchester |
|  |                  |                    | 5e                                                                | Leigh Leopards    | 0                                                                    | 0              |                                                    |                                                    |                                                    |                                                    |  |  | le 12 octobre 2024 à Old Trafford, Manchester | le 12 octobre 2024 à Old Trafford, Manchester | le 12 octobre 2024 à Old Trafford, Manchester | le 12 octobre 2024 à Old Trafford, Manchester |
|  | 4e               | Salford Red Devils | 5e                                                                | Leigh Leopards    | 0                                                                    | 0              | 6                                                  | 6                                                  |                                                    |                                                    |  |  | le 12 octobre 2024 à Old Trafford, Manchester | le 12 octobre 2024 à Old Trafford, Manchester | le 12 octobre 2024 à Old Trafford, Manchester | le 12 octobre 2024 à Old Trafford, Manchester |
|  | 4e               | Salford Red Devils | le 4 octobre 2024 à Salford Community Stadium, Barton-upon-Irwell |                   |                                                                      |                | 6                                                  | 6                                                  |                                                    |                                                    |  |  | le 12 octobre 2024 à Old Trafford, Manchester | le 12 octobre 2024 à Old Trafford, Manchester | le 12 octobre 2024 à Old Trafford, Manchester | le 12 octobre 2024 à Old Trafford, Manchester |
|  | 5e               | Leigh Leopards     | 14                                                                | 14                |                                                                      |                |                                                    |                                                    |                                                    |                                                    |  |  | le 12 octobre 2024 à Old Trafford, Manchester | le 12 octobre 2024 à Old Trafford, Manchester | le 12 octobre 2024 à Old Trafford, Manchester | le 12 octobre 2024 à Old Trafford, Manchester |
|  | 5e               | Leigh Leopards     | 14                                                                | 14                | Wigan Warriors                                                       | Wigan Warriors | 9                                                  | 9                                                  |                                                    |                                                    |  |  |                                               |                                               |                                               |                                               |
|  |                  |                    |                                                                   |                   | Wigan Warriors                                                       | Wigan Warriors | 9                                                  | 9                                                  |                                                    |                                                    |  |  |                                               |                                               |                                               |                                               |
|  |                  |                    | Hull KR                                                           | Hull KR           | 2                                                                    | 2              |                                                    |                                                    |                                                    |                                                    |  |  |                                               |                                               |                                               |                                               |
|  |                  |                    |                                                                   |                   | 2                                                                    | 2              |                                                    |                                                    |                                                    |                                                    |  |  |                                               |                                               |                                               |                                               |
|  |                  |                    |                                                                   |                   |                                                                      |                |                                                    |                                                    |                                                    |                                                    |  |  |                                               |                                               |                                               |                                               |
|  |                  |                    |                                                                   |                   |                                                                      |                |                                                    |                                                    |                                                    |                                                    |  |  |                                               |                                               |                                               |                                               |
|  | 2e               | Hull KR            | 10                                                                | 10                |                                                                      |                |                                                    |                                                    |                                                    |                                                    |  |  |                                               |                                               |                                               |                                               |
|  | 2e               | Hull KR            | 10                                                                | 10                | le 28 septembre 2024 à Halliwell Jones Stadium, Warrington           |                |                                                    |                                                    |                                                    |                                                    |  |  |                                               |                                               |                                               |                                               |
|  |                  |                    | 3e                                                                | Warrington Wolves | 8                                                                    | 8              |                                                    |                                                    |                                                    |                                                    |  |  |                                               |                                               |                                               |                                               |
|  | 3e               | Warrington Wolves  | 3e                                                                | Warrington Wolves | 8                                                                    | 8              | 23 (a.p.)                                          | 23 (a.p.)                                          |                                                    |                                                    |  |  |                                               |                                               |                                               |                                               |
|  | 3e               | Warrington Wolves  |                                                                   |                   |                                                                      |                |                                                    | 23 (a.p.)                                          |                                                    |                                                    |  |  |                                               |                                               |                                               |                                               |
|  | 6e               | St Helens RLFC     | 22                                                                | 22                |                                                                      |                |                                                    |                                                    |                                                    |                                                    |  |  |                                               |                                               |                                               |                                               |
|  | 6e               | St Helens RLFC     | 22                                                                | 22                |                                                                      |                |                                                    |                                                    |                                                    |                                                    |  |  |                                               |                                               |                                               |                                               |
|  |                  |                    |                                                                   |                   |                                                                      |                |                                                    |                                                    |                                                    |                                                    |  |  |                                               |                                               |                                               |                                               |

#### Finale
(mt : 7 - 0)
Homme du match :  Bevan French
Points marqués :
- Wigan : 1 essai de French (23e) ; 1 transformation de Keighran (23e) ; 1 pénalité de Keighran (62e) ; 1 drop de Smith (40e).
- Hull KR : 1 pénalité de Lewis (57e).

Évolution du score : 6-0, 7-0 (mi-temps), 7-2, 9-2.
Arbitre : M. Chris Kendall
Spectateurs : 68 173
Composition des équipes :
Wigan : Jai Field - Abbas Miski, Adam Keighran, Jacob Wardle, Liam Marshall - Bevan French (o), Harry Smith (m) - Ethan Havard, Kruise Leeming, Luke Thompson, Junior Nsemba, Liam Farrell, Kaide Ellis - Liam Byrne, Patrick Mago, Tyler Dupree, Tom Forber - Entraîneur : Matthew Peet

### Statistiques

#### Meilleur marqueur de points
| Rang | Joueur         | Club               | Poste         | Points | Essais | Goals | Drops |
| ---- | -------------- | ------------------ | ------------- | ------ | ------ | ----- | ----- |
| 1    | Michael Lewis  | Hull KR            | Demi de mêlée | 216    | 19     | 70    | -     |
| 2    | Rhyse Martin   | Leeds Rhinos       | Centre        | 214    | 10     | 87    | -     |
| 3    | Marc Sneyd     | Salford Red Devils | Demi de mêlée | 210    | 3      | 98    | 4     |
| 4    | Joshua Thewlis | Warrington Wolves  | Ailier        | 178    | 12     | 68    | -     |
| 5    | Arthur Mourgue | Dragons Catalans   | Arrière       | 173    | 7      | 72    | 1     |

#### Meilleur marqueur d'essais
| Rang | Joueur          | Club              | Poste         | Essais |
| ---- | --------------- | ----------------- | ------------- | ------ |
| 1    | Liam Marshall   | Wigan Warriors    | Ailier        | 27     |
| 2    | Matthew Ashton  | Warrington Wolves | Ailier        | 23     |
| 3    | Michael Lewis   | Hull KR           | Demi de mêlée | 19     |
| 4    | Joshua Charnley | Leigh Leopards    | Ailier        | 17     |
| -    | Matthew Dufty   | Warrington Wolves | Arrière       | 17     |

## Récompenses

### Trophées de fin de saison
Les trophées sont remis aux joueurs et aux clubs la semaine précédant la finale.
- Man of Steel :  Michael Lewis
- Entraîneur de l'année :  Willie Peters
- Jeune joueur de l'année :  Michael Lewis
- Meilleur plaqueur :  Cameron Smith
- Meilleur marqueur d'essais :  Liam Marshall

### Dream Team
La sélection « Dream team » de cette saison 2024.
|    | Joueur           | Équipe             | Apparition |
| -- | ---------------- | ------------------ | ---------- |
| 1  | Matthew Dufty    | Warrington Wolves  | 1          |
| 2  | Matthew Ashton   | Warrington Wolves  | 1          |
| 3  | Nene Macdonald   | Salford Red Devils | 1          |
| 4  | Jake Wardle      | Wigan Warriors     | 2          |
| 5  | Liam Marshall    | Wigan Warriors     | 1          |
| 6  | Michael Lewis    | Hull KR            | 1          |
| 7  | Marc Sneyd       | Salford Red Devils | 1          |
| 8  | Matthew Lees     | St Helens RLFC     | 1          |
| 9  | Danny Walker     | Warrington Wolves  | 1          |
| 10 | Luke Thompsom    | Wigan Warriors     | 3          |
| 11 | Junior Nsemba    | Wigan Warriors     | 1          |
| 12 | Rhyse Martin     | Leeds Rhinos       | 1          |
| 13 | Elliot Minchella | Hull KR            | 1          |

## Médias

### Presse
Si la presse généraliste française, selon son habitude, couvre peu l'évènement, Midi olympique y consacre une partie de sa page hebdomadaire dans sa rubrique « Treize Actualités ». Les quotidiens L'Indépendant et la Dépêche du Midi suivent également de près la compétition, leur « audience » dépassant maintenant leurs régions d'origine, grâce à la présence de leurs titres dans l'offre presse des fournisseurs d'accès internet.
L'évènement est largement couvert par les magazines et hebdomadaires britanniques et australiens de rugby à XIII (Rugby Leaguer & League Express, Rugby League World et Rugby League Review) par les médias généralistes comme le Guardian, et de manière plus épisodique par le Times.
L'inconnu est, comme pour chaque saison, le suivi, ou non, de la compétition par les médias généralistes ou sportifs français. En effet, une équipe française dispute toujours la compétition.